# In the Middle of Nowhere
In the Middle of Nowhere – czwarty album niemieckiego zespołu Modern Talking wydany w 1986 roku przez zachodnioniemiecką wytwórnię Hansa International. Album zawiera dwa międzynarodowe przeboje:
- Geronimo’s Cadillac
- Give Me Peace On Earth

## Wyróżnienia
| Wyróżnienie     | Państwo                 |
| --------------- | ----------------------- |
| Platynowa Płyta | Chile Hiszpania         |
| Złota Płyta     | Austria Hongkong Niemcy |

## Lista utworów
LP (Hansa 206 818) (BMG)	rok 1986
| Nr  | Tytuł                             | Długość |
| --- | --------------------------------- | ------- |
| 1.  | Geronimo’s Cadillac               | 3:16    |
| 2.  | Riding On A White Swan            | 3:52    |
| 3.  | Give Me Peace On Earth            | 4:11    |
| 4.  | Sweet Little Sheila               | 3:03    |
| 5.  | Ten Thousand Lonely Drums         | 3:29    |
| 6.  | Lonely Tears In Chinatown         | 3:29    |
| 7.  | In Shaire                         | 3:42    |
| 8.  | Stranded In The Middle Of Nowhere | 4:29    |
| 9.  | The Angels Sing In New York City  | 3:32    |
| 10. | Princess Of The Night             | 3:55    |

## Lista przebojów (1986 r.)
| Państwo    | Najwyższe miejsce |
| ---------- | ----------------- |
| Niemcy     | 1                 |
| Austria    | 2                 |
| Szwecja    | 9                 |
| Szwajcaria | 3                 |
| Turcja     | 1                 |
| Norwegia   | 8                 |
| Grecja     | 4                 |

## Autorzy
- Muzyka: Dieter Bohlen
- Autor tekstów: Dieter Bohlen
- Wokalista: Thomas Anders
- Producent: Dieter Bohlen
- Aranżacja: Dieter Bohlen
- Współproducent: Luis Rodriguez